# Mun (Hautes-Pyrénées)
Mun ist eine französische Gemeinde mit 77 Einwohnern (Stand 1. Januar 2022) im Département Hautes-Pyrénées in der Region Okzitanien. Sie gehört zum Arrondissement Tarbes und zum Kanton Les Coteaux. 
Nachbargemeinden sind Osmets im Norden, Luby-Betmont im Nordosten, Lamarque-Rustaing im Osten, Sère-Rustaing im Südosten, Peyriguère im Süden, Aubarède im Südwesten und Chelle-Debat im Westen.

## Bevölkerungsentwicklung

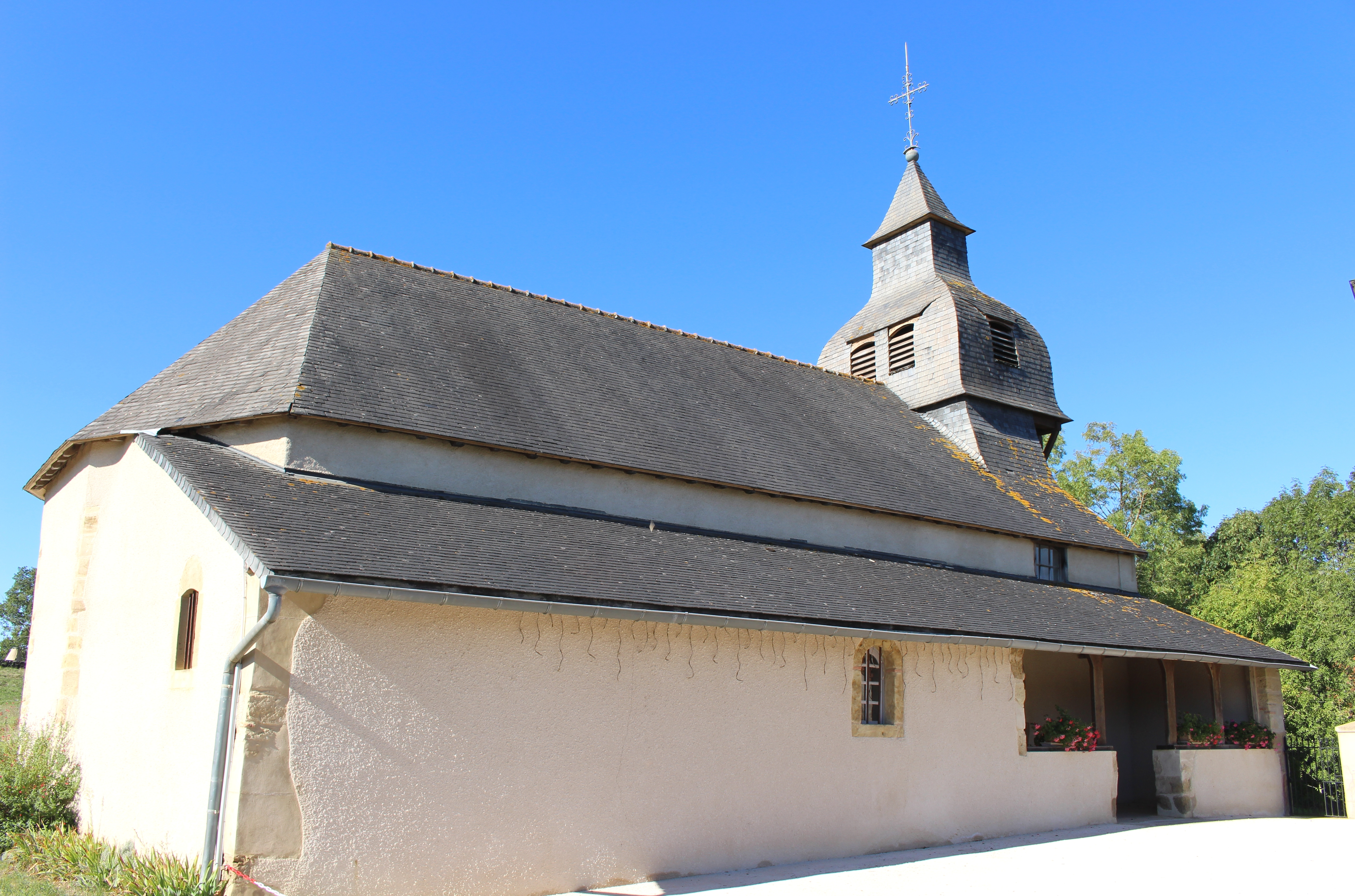
Kirche Saint-Michel

| Jahr      | 1962 | 1968 | 1975 | 1982 | 1990 | 1999 | 2008 | 2015 |
| --------- | ---- | ---- | ---- | ---- | ---- | ---- | ---- | ---- |
| Einwohner | 114  | 106  | 98   | 96   | 89   | 92   | 106  | 105  |